# ATR-16-Syndrom
Das ATR-16 Syndrom ist eine seltene angeborene Erkrankung mit einer Kombination von Alpha-Thalassämie mit zu kleinem Kopfumfang (Mikrozephalie) und Geistiger Retardierung.
Synonyme sind: Alpha-Thalassämie/Geistige Retardierung-Syndrom, Deletion-Typ; Deletionssyndrom 16p; ATR, Deletions-Typ; Chromosom 16 p Deletionssyndrom; englisch Hemoglobin H-related Mental Retardation (HBHR)
Im Gegensatz zum ATR-X-Syndrom als Non-Deletion-Typ liegt beim ATR-16-Syndrom eine Gendeletion vor.
Die Erstbeschreibung stammt aus dem Jahre 1981 durch D. J. Weatherall und Mitarbeiter.

## Vorkommen
Die Häufigkeit wird mit unter 1 zu 1.000.000 angegeben, bislang wurde über etwa 20 Betroffen berichtet. Die Vererbung erfolgt autosomal-dominant.

## Ursache
Der Erkrankung liegt ursächlich eine Deletion am kurzen Arm des Chromosomes 16 auf dem telomernahen Bereich der Chromosomenbande (pter) p13.3zugrunde, welche die Gene HBA1  und  HBA2 betrifft und ursächlich für die Alpha-Thalassämie sind, ferner ein Defekt im SOX8-Gen als ursächlich für die geistige Retardierung.

## Klinische Erscheinungen
Krankheitsbeginn ist bereits im Neugeborenen- oder Kleinkindesalter. Der Ausprägungsgrad kann sehr unterschiedlich sein.
Klinisch findet sich neben den Zeichen der Alpha-Thalassämie wie Ikterus, Hepato- und Splenomegalie eine Mikrozephalie und geistige Retardierung.
Hinzu können Zeichen einer Gesichtsdysmorphie treten wie Hypertelorismus, betonte Nasenwurzel, kleine Ohrmuscheln sowie Kleinwuchs, Klumpfuß, Hypospadie oder Kryptorchismus.

## Diagnostik
Die Diagnose ergibt sich aus der Kombination klinischer Befunde und kann durch Humangenetische Untersuchung bestätigt werden. Im Blutserum findet sich eine Mikrozytose, Hypochromie bei normalem oder leicht erniedrigtem Hämoglobin.

## Differentialdiagnose
Abzugrenzen ist das ATR-X-Syndrom aufgrund der unterschiedlichen genetischen Veränderungen sowie gleichzeitiges Auftreten von  Alpha-Thalassämie und Geistiger Behinderung anderer Ursache.